# Arsen Mekokišvili
Arsen Mekokišvili (12. dubna 1912 – 9. března 1972 Sagaredžo) byl sovětský a gruzínský zápasník, olympijský vítěz z roku 1952 ve volném stylu.

## Sportovní kariéra
Vyrůstal v obci Giorgicminda nedaleko Sagaredža v Kacheti. V 5 letech přišel o otce a od mala si navykl na tvrdou práci rolníka. V době volna se věnoval v regionu oblíbené kratochvíli, národnímu gruzínskému zápasu zvanému "kachuri, kartuli čidaoba". V roce 1936 se stal poprvé vítězem v národním zápase, když ve finále v Tbilisi porazil Vachtanga Čičinadzeho. Po zisku třetího titulu národního mistra v řadě se rozhodl v Moskvě poměřit síly se slavnými sovětskými mistry v Sovětském svazu jediném populárním zápasnickém stylu zápasu řecko-římském. Tento v evropských zemích populární styl mu však nevyhovoval, neměl soupeře za co chytit a hlavně nemohl útočit od pasu dolů. Na nejlepší klasiky v Sovětskému svazu (Alexandr Mazur, Johannes Kotkas, Konstantine Koberidze...) neměl zažitou techniku a pravidelně prohrával.
V roce 1939 se v Moskvě seznámil s tehdy mladým sportem, později známým jako sambo. Tento zápas na přelomu třicátých a čtyřicátých let nazývaný jako "volný styl" mu byl bližší kvůli podobnostem s jeho národním zápasnickým stylem. Jako národní gruzínský mistr se stal členem moskevského policejního sportovního klubu Dinamo. V roce 1940 se stal poprvé sovětským mistrem v zápasu sambo v nejtěžší váhové kategorii. Během druhé světové války sloužil jako policista v Tbilisi. V sambu neměl v oblibě submisivní techniky a po válce se stal jedním z průkopníku v Sovětském svazu novém olympijském zápasu ve volném stylu.
Sovětský svaz nebyl na mezinárodní scéně členem sportovních federací a mezinárodních turnajů se účastnil maximálně na pozvání pořadatelů. Situace se změnila v roce 1951. Sovětský svaz se stal členem Mezinárodního olympijského výboru a sovětští sportovci mohli startovat na olympijských hrách v Helsinkách. Tehdy ve čtyřiceti letech vybojoval nominaci na olympijské hry jako člen moskevského Dinama. V rozhodujícím 5. kole olympijského turnaje porazil Švéda Bertila Antonssona po verdiktu v poměru 2-1 a bez porážky získal zlatou olympijskou medaili. V roce 1954 potvrdil vítězstvím nad Antonssonem zlatou olympijskou medaili ziskem titulu mistra světa v Tokiu.
V roce 1956 byl připraven ve 44 letech reprezentovat Sovětský svaz na prosincových olympijských hrách v Melbourne. V květnu na prvním ročníku světového poháru v Istanbulu nestačil na mladého Turka Hamita Kaplana a skončil druhý. V srpnu vyhrál první ročník spartakiádu národů SSSR. Na olympijské hry však místo něj cestoval kyjevský Ivan Vychrysťuk. Důvody tohoto rozhodnutí sovětských sportovních funkcionářů objasnil až po letech jiný gruzínský sportovec, vzpěrač Rafael Čimiškijani. V únoru roku 1956 sovětský politik Nikita Chruščov poprvé veřejně promluvil o způsobu vládnutí svého předchůdce Josefa Stalina. Stalin upadl do nemilosti řady lidí a s ním i celý gruzínský národ. Být Gruzínem v té době nebylo jednoduché. Při předolympijském soustředění těžkých atletů v uzbeckém Taškentu došlo mezi ním a ruským vzpěračem Arkadi Vorobjovem k výměně názorů a byl vyloučen z reprezentace.
Po skončení sportovní kariéry se věnoval trenérské a funkcionářské práci. Žil v Tbilisi a v rodném Sagaredžu, kde byl u začátků sportovní kariéry svého nástupce Levana Tedyjašviliho. Jeho slávy se nedožil, zemřel nedaleko své rodné obce při dopravní nehodě v roce 1972.

## Výsledky
| Turnaj            | 1951 | 1952 | 1953 | 1954 | 1955 | 1956 |
| Turnaj            | 39   | 40   | 41   | 42   | 43   | 44   |
| Turnaj            | -87  | -87  | -87  | -87  | -87  | -87  |
| ----------------- | ---- | ---- | ---- | ---- | ---- | ---- |
| Olympijské hry    |      | 1.   |      |      |      | —    |
| Mistrovství světa | —    |      |      | 1.   |      |      |